# Svalbardposten
Svalbardsposten är en norsk tidning, som ges ut som veckotidning i Longyearbyen i Svalbard.
Svalbardsposten utkom med sitt första nummer i november 1948, och fick en nätupplaga 1997.
Svalbardposten trycks i Tromsø, och ges ut varje fredag. Redaktionen består av fyra personer. Rapporteringen kretsar främst kring orterna Longyearbyen, Svea, Barentsburg och Ny-Ålesund.
Enligt tidningens egna uppgifter har Svalbardposten fler prenumeranter än det finns invånare på Svalbard. Detta beror troligtvis på att många som flyttar från ögruppen fortsätter att läsa tidningen.